# Vítkov
Vítkov (en allemand : Wigstadtl ; en polonais : Witków) est une ville du district d'Opava, dans la région de Moravie-Silésie, en République tchèque. Sa population s'élevait à 5 641 habitants en 2024.

## Géographie
Vítkov se trouve à 15 km au sud-ouest de Hradec nad Moravicí, à 22 km au sud-ouest d'Opava, à 38 km à l'ouest-sud-ouest d'Ostrava et à 240 km à l’est-sud-est de Prague.
La commune est limitée par Melč et Radkov au nord, par Větřkovice à l'est, par Odry au sud-est, par Spálov au sud, et par la zone militaire de Libavá, Čermná ve Slezsku, Svatoňovice et Staré Těchanovice à l'ouest. Le quartier de Jelenice et séparé du reste de la commune par Větřkovice ; il est limité par Březová au nord et à l'est, par Větřkovice au sud et à l'ouest, et par Radkov au nord-ouest.

## Histoire
La première mention écrite de la localité date de 1393.

## Administration
La commune se compose de huit sections :
- Vítkov
- Jelenice
- Klokočov
- Lhotka
- Nové Těchanovice
- Podhradí
- Prostřední Dvůr
- Zálužné

## Transports
Par la route, Vítkov se trouve à 27 km d'Opava, à 56 km d'Ostrava et à 304 km de Prague.

## Jumelage
Vítkov est jumelée avec :
- Praso (Italie)
- Kalety (Pologne)
- Vrbové (Slovaquie)